# Cynanthus forficatus
El esmeralda de Cozumel o esmeralda de isla Cozumel (Cynanthus forficatus) es una especie de ave apodiforme de la familia Trochilidae —los colibríes— perteneciente al género Cynanthus, anteriormente situada en el género Chlorostilbon.  Es endémica de México.

## Distribución y hábitat
Es endémica de las islas de Cozumel e Mujeres (en ésta podría ser apenas un visitante poco frecuente) en el estado de Quintana Roo frente a la península de Yucatán en el sureste de México.
Su hábitat natural son los matorrales y bosques insulares caducifolios bajos, bosques arbustivos y matorrales, de segundo crecimiento; incluyendo los jardines urbanos, y manglares.

## Descripción
Alcanza una longitud corporal de aproximadamente 8 a 9,5 cm. El pico es recto y casi tan largo como la cabeza o un poco más largo. Los machos adultos tienen el plumaje de color verde esmeralda, con la parte superior e inferiores de verde brillante. Las hembras adultas tienen las partes superiores verdes y las inferiores de color gris claro, con las coberteras auriculares negruzcas. Ambos sexos tienen la cola larga y bifurcada. Las plumas de la cola son de color verde azulado profundo y las plumas externas son negruzcas con las puntas blancas.

## Sistemática

### Descripción original
La especie C. forficatus fue descrita por primera vez por el ornitólogo estadounidense Robert Ridgway en 1885 bajo el nombre científico Chlorotilbon forficatus; su localidad tipo es: «isla Cozumel».

### Etimología
El nombre genérico masculino «Cynanthus» se compone de las palabras del griego «kuanos» que significa ‘azul oscuro’, y «anthos» que significa ‘florecer’; y el nombre de la especie «forficatus», proviene del latín «forfex, forficis» que significa ‘par de tijeras’.

### Taxonomía
Ya fue tratada en el pasado como una subespecie de la esmeralda de Canivet Chlorostilbon canivetii o de la esmeralda coliazul Chlorostilbon mellisugus, todavía dentro del género Chlorostilbon.
Las presente especie, Cynanthus canivetii y C. auriceps estaban anteriormente situadas en el género Chlorostilbon. Estudios genético-moleculares de 2014 y 2017 demostraron que Chlorostilbon era polifilético. En la clasificación propuesta para crear un grupo monofilético, estas tres especies fueron incluidas en el presente género.
Estos cambios taxonómicos fueron reconocidos por el Comité de Clasificación de Norte y Mesoamérica (N&MACC) en las Propuestas 2020-A-2/3 y 2020-D-1.
Es monotípica.